# Алтхегненберг
Алтхегненберг (њем. Althegnenberg) општина је у њемачкој савезној држави Баварска. Једно је од 23 општинска средишта округа Фирстенфелдбрук. Према процјени из 2010. у општини је живјело 1.866 становника. Посједује регионалну шифру (AGS) 9179114.

## Географија
Алтхегненберг се налази у савезној држави Баварска у округу Фирстенфелдбрук. Општина се налази на надморској висини од 536 метара. Површина општине износи 16,1 km².

## Становништво
У самом мјесту је, према процјени из 2010. године, живјело 1.866 становника. Просјечна густина становништва износи 116 становника/km².